# 阿留申東自治市鎮

東阿留申自治市鎮在阿拉斯加州的位置

東阿留申自治市鎮（英語：Aleutians East Borough）是美国阿拉斯加州一個自治市鎮，由阿拉斯加半島的最西部、阿留申群島的一部分、舒馬金群島、巴甫洛夫群島和薩納克群島組成。面積38,880平方公里，1986年6月2日成立。。根據美國2000年人口普查，共有人口2,697人。鎮治桑德波恩特（Sand Point）。

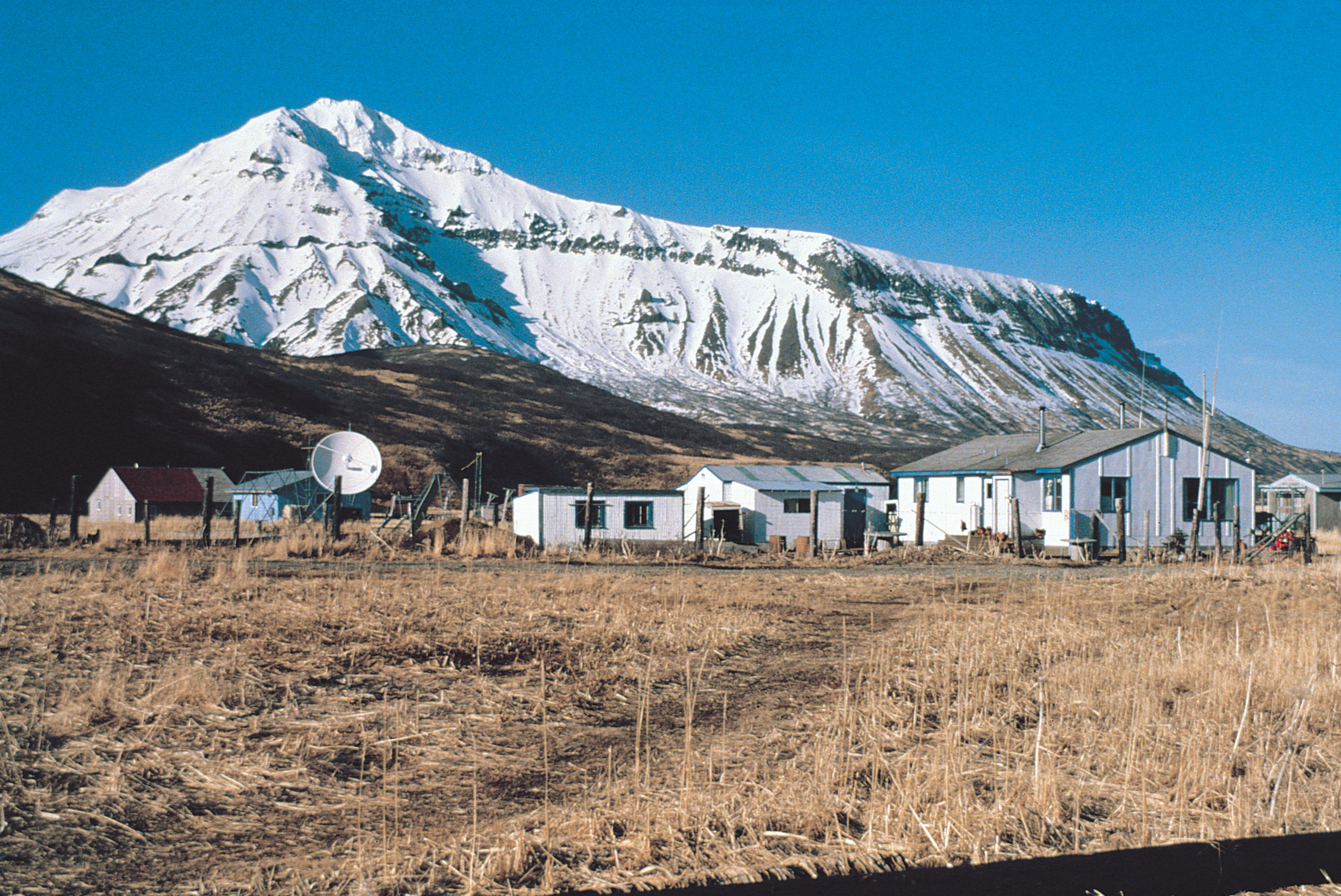
阿拉斯加州假山口市的部分区域，拍摄方向向北